# Exelis tensaria
Exelis tensaria là một loài bướm đêm trong họ Geometridae.